# Эльчи, Тахир
Тахир Эльчи (тур. Tahir Elçi; 1966 — 28 ноября 2015) — курдский адвокат и правозащитник, председатель Коллегии адвокатов Диярбакыра, один из учредителей турецкого представительства Amnesty International. Был убит в районе Сур в Диярбакыре на юго-востоке Турции 28 ноября 2015 года. Он был убит выстрелом в голову рядом с «четвероногим минаретом» у мечети Шейх Матар во время пресс-конференции, в которой он призывал к прекращению насилия. Кроме него, в ходе перестрелки погиб полицейский.

## Биография
В 1990-х годах был адвокатом в Джизре, где защищал права задержанных, подвергшихся пыткам и насильственным исчезновениям. Когда ему пришлось уехать из Джизре из-за риска для жизни, он продолжил работать в Диярбакыре. 23 марта 2014 года он выступал в ЕСПЧ адвокатом потерпевших по делу о резне в Кушконаре, в котором Турция была признана виновной в убийстве мирных курдов. Эльчи несколько раз задерживали и угрожали расправой за его заявления, что запрещённая Рабочая партия Курдистана (РПК) должна рассматриваться не как террористическая организация, а как «вооружённое политическое движение, обладающее значительной поддержкой», и турецкое правительство должно вести с ней мирные переговоры. В придачу к кампании травли, в октябре 2015 года Эльчи был задержан турецкими властями по обвинению в распространении «террористической пропаганды» от имени РПК.

## Споры вокруг обстоятельств смерти
В Демократической партии народов (ДПН) нападение на Эльчи назвали спланированным убийством. Лидер ДПН Селахаттин Демирташ заявил в интервью IMC TV, что, по версии следствия, пуля, которой убит Тахир Эльчи, была выпущена турецким полицейским. Брат погибшего Ахмет Эльчи объявил, что его брат был «убит государством». Один из сотрудников полиции отправил жене Тахира, Тюркан Эльчи, твит со словами «ты будешь следующей».
Турецкие власти поспешили обвинить в убийстве РПК, за мирный процесс с которой ратовал убитый. Премьер-министр Ахмет Давутоглу заявил, что нельзя сказать точно, было ли это покушение или же адвокат пал случайной жертвой перестрелки нападавших с полицией. Министр внутренних дел Эфкан Ала заверял, что стрельбу начали неизвестные из автомобиля. В июне 2016 года турецкие власти заявили о признании «захваченного боевика», якобы бывшего свидетелем, что по Эльчи огонь открыли Угур Якишир и Машнум Гюркхан из РПК
До 100 тысяч человек приняли участие в похоронах Тахира Эльчи на кладбище Йеникёй. После его убийства по стране вспыхнули протесты с лозунгами «Вы не можете убить нас всех»